# Існік Алімі
Існік Алімі (мак. Исник Алими; нар. 2 лютого 1994, Делогожди) — північномакедонський футболіст, півзахисник клубу Сепсі ОСК і збірної Північної Македонії.

## Клубна кар'єра
Уродженець Делогожди Існік у семирічному віці потрапив до футбольної школи клубу «Влазнімі». У 2010 році він перейшов до юнацької команди клубу «Охрид», а у 2011 році дебютував і в дорослій команді.
У 2013 році він вперше переїхав за кордон, приєднавшись до команди Серії A «К'єво».
6 серпня 2014 року на правах оренди півзахисник перейшов до «Лумеццане» в складі якого відіграв сезон.
26 червня 2015 року Алімі підписав контракт з іншою командою Серії А «Аталантою» на чотири роки. В останній день літнього трансферного вікна 2015 року його віддали на правах оренди до клубу «Мачератезе», який виступав в Серії C. Наступного літа також на правах оренди він перейшов до команди «Форлі». Під час літнього трансферного вікна 2017 року Алімі втретє був відданий в оренду цього разу до клубу «Віченца» із Серії C. У сезоні 2018–19 Існік на правах оренди грав за команду «Ріміні». 9 серпня 2019 року він приєднався до клубу «Імолезе» також на правах сезонної оренди. Останнім клубом за який відіграв сезон в оренді македонець був хорватський клуб «Шибеник».
30 липня 2021 року Алімі підписав однорічний контракт з азербайджанським футбольним клубом «Габала». 22 травня 2022 року сторони переуклали контракт ще на один рік.
Влітку 2023 року Алімі перейшов до румунського клубу Сепсі ОСК, кольори якого наразі він і захищає.

## Виступи за збірні
Захищав кольори юнацької збірної Північної Македонії U-19. 24 вересня 2014 року було розпочато процедуру надання йому албанського паспорта, щоб гравець мав право грати за Албанію на міжнародному рівні. 8 жовтня 2014 року він провів першу гру в складі молодіжної збірної Албанії, загалом у складі останньої він виступав два роки та провів шість ігор.
9 вересня 2023 року вперше відіграв матч за національну збірну Північної Македонії в товариському матчі проти збірної Італії, гра завершилась внічию 1–1.
10 червня 2024 Існік відзначився забитим м'ячем в товариській грі проти Чехії, гра завершилась поразкою північномакедонців з рахунком 1–2.
Свій другий гол він забив 13 жовтня 2024 в матчі Ліги націй УЄФА проти Вірменії на виїзді, яка завершилась перемогою північномакедонців з рахунком 2–0.

## Досягнення
«Габала»
- Кубок Азербайджану: 2022–23[12]

Сепсі ОСК
- Суперкубок Румунії: 2023[12]